# Kameliya Nikolaeva
Kameliya Nikolaeva –en búlgaro, Камелия Николаева– (1969) es una deportista búlgara que compitió en halterofilia.
Ganó dos medallas de plata en el Campeonato Mundial de Halterofilia, en los años 1989 y 1990, y dos medallas en el Campeonato Europeo de Halterofilia, oro en 1988 y plata en 1989.

## Palmarés internacional
| Campeonato Mundial | Campeonato Mundial       | Campeonato Mundial | Campeonato Mundial |
| Año                | Lugar                    | Medalla            | Categoría          |
| ------------------ | ------------------------ | ------------------ | ------------------ |
| 1989               | Mánchester (Reino Unido) | Medalla de plata   | 60 kg              |
| 1990               | Sarajevo (Yugoslavia)    | Medalla de plata   | 67,5 kg            |
| Campeonato Europeo |                          |                    |                    |
| Año                | Lugar                    | Medalla            | Categoría          |
| 1988               | San Marino (San Marino)  | Medalla de plata   | 67,55 kg           |
| 1989               | Mánchester (Reino Unido) | Medalla de oro     | 60 kg              |